# Colegio de San Juan (Belice)
El Colegio de San Juan (en inglés: St. John's College) tiene tres divisiones, y un número diverso de centros y actividades académicas centrales. A través de sus tres divisiones, SJC ofrece una amplia variedad de áreas en cualquiera de los planes de estudios de educación superior y secundaria de dos años. El colegio de San Juan es una institución católica en la tradición jesuita, una de las más antiguas instituciones educativas y una de las más grandes y diversas en Belice. Establecida por los sacerdotes jesuitas en 1887.